# Paphinia benzingii
Espèce
Paphinia benzingii est une espèce de plantes à fleurs de la famille des Orchidaceae (les orchidées) et appartenant à la sous-tribu des Stanhopeinae.

## Description
Ses fleurs sont blanches et fortement tachées de marron rouge.
Paphinia benzingii se différencie de Paphinia neudeckeri dont elle est très proche par des cils du labelle plus courts et un lobe apical plus étroit.
La plante a été trouvée en compagnie de Paphinia hirtzii et Paphinia litensis. La présence de 3 espèces du genre Paphinia dans le même écosystème suggère que leurs pollinisateurs, les abeilles euglossines mâles, sont attirées de manière spécifique et participent à maintenir l’intégrité des espèces.

## Étymologie
Nom donné en hommage au Dr David Benzing, biologiste de l’université d’Oberlin (Ohio, USA) qui a récolté et classifié la plante.

## Diagnose
Affinis Paphinia neudeckeri Jenny, sed per praesentiam ciliorum binorum valde reductorum in crassitudine basale labelli et apicem angustum, extensum diversa.
- Dodson, C.H. & Neudecker, T.  1990. Die Gattung Paphinia (Teil 1). Die Orchidee  41 (6): 233.

## Répartition et biotope
Nord-ouest de la République d’Équateur. Le spécimen type a été découvert dans la province d'Esmeraldas au kilomètre 12 de la route Lita-San Lorenzo à 750 m d'altitude.
La plante vit dans un environnement extrêmement humide avec plus de 6 000 mm de précipitations annuelles. La flore de cette région se rattache à la forêt pluviale de piémont de la province de Choco en Colombie.

## Culture
Aucune information disponible.